# Есхарівська селищна рада
Есха́рівська се́лищна ра́да — адміністративно-територіальна одиниця та орган місцевого самоврядування в Чугуївському районі Харківської області. Адміністративний центр — селище міського типу Есхар.

## Загальні відомості
Есхарівська селищна рада утворена в 1938 році.
- Територія ради: 44,109 км²
- Населення ради: 5 602 особи (станом на 2001 рік)
- Територією ради протікають річки Уди, Сіверський Дінець.

## Населені пункти
Селищній раді підпорядковані населені пункти:
- смт Есхар

### Колишні населені пункти
- селище Лаптєва

## Склад ради
Рада складається з 30 депутатів та голови.
- Голова ради: Легкошерст Анатолій Володимирович
- Секретар ради: Передирій Світлана Андріївна

### Керівний склад попередніх скликань
| Прізвище, ім'я, по батькові       | Основні відомості                                                                                 | Дата обрання | Дата звільнення |
| --------------------------------- | ------------------------------------------------------------------------------------------------- | ------------ | --------------- |
| Легкошерст Анатолій Володимирович | Селищний голова, 1957 року народження, освіта середня загальна, член Народно-демократичної партії | 26.03.2006   | 31.10.2010      |
| Легкошерст Анатолій Володимирович | Селищний голова, 1957 року народження, освіта середня загальна, член Партії регіонів              | 31.10.2010   |                 |

Примітка: таблиця складена за даними сайту Верховної Ради України

### Депутати
За результатами місцевих виборів 2010 року депутатами ради стали:

#### За суб'єктами висування
| Суб'єкт висування                                       | Кількість обраних депутатів | %    |
| ------------------------------------------------------- | --------------------------- | ---- |
| Партія регіонів                                         | 15                          | 50   |
| Самовисування                                           | 9                           | 30   |
| Політична партія Всеукраїнське об'єднання «Батьківщина» | 5                           | 16,7 |
| Політична партія «Сильна Україна»                       | 1                           | 3,3  |

#### За округами
| № округу                                                | Прізвище, ім'я, по батькові    | Дата визнання обраним | Освіта  | Партійна приналежність                        | Відомості про обраного депутата                       |
| ------------------------------------------------------- | ------------------------------ | --------------------- | ------- | --------------------------------------------- | ----------------------------------------------------- |
| Партія регіонів                                         |                                |                       |         |                                               |                                                       |
| 1                                                       | Кошель Євгенія Іванівна        | 01.11.2010            | середня | член Партії регіонів                          | ЧП «Дінець», виконавчий директор                      |
| 2                                                       | Єрмола Микола Миколайович      | 01.11.2010            | середня | член Партії регіонів                          | ДП ТЕЦ-2 «Есхар», слюсар                              |
| 3                                                       | Передирій Світлана Андріївна   | 01.11.2010            | вища    | член Партії регіонів                          | ДП ТЕЦ-2 «Есхар», технік ПТУ                          |
| 5                                                       | Вишняков Володимир Миколайович | 01.11.2010            | середня | член Партії регіонів                          | ДП ТЕЦ-2 «Есхар», коваль                              |
| 9                                                       | Гончарова Інна Сергіївна       | 01.11.2010            | вища    | член Всеукраїнського об'єднання «Батьківщина» | Есхарівська селищна рада, головний бухгалтер          |
| 12                                                      | Плотніков Юрій Іванович        | 01.11.2010            | вища    | член Партії регіонів                          | Чугуївський РЕС, диспетчер                            |
| 13                                                      | Лазарєв Володимир Григорович   | 01.11.2010            | середня | член Партії регіонів                          | приватний підприємець                                 |
| 15                                                      | Тишкевич Олена Мимколаївна     | 01.11.2010            | вища    | член Партії регіонів                          | Есхарівська селищна рада, інспектор                   |
| 16                                                      | Коньок Валентин Валентинович   | 01.11.2010            | середня | член Партії регіонів                          | ДП ТЕЦ-2 «Есхар», слюсар                              |
| 18                                                      | Топорков Сергій Вікторович     | 01.11.2010            | вища    | член Партії регіонів                          | ДП ТЕЦ-2 «Есхар», майстер                             |
| 23                                                      | Касумов Євген Аламатович       | 01.11.2010            | середня | член Партії регіонів                          | ДП ТЕЦ-2 «Есхар», слюсар                              |
| 24                                                      | Бойко Віктор Андрійович        | 01.11.2010            | вища    | член Партії регіонів                          | пенсіонер                                             |
| 25                                                      | Топоркова Ірина Анатоліївна    | 01.11.2010            | вища    | член Партії регіонів                          | ДП ТЕЦ-2 «Есхар», начальник ВПР                       |
| 28                                                      | Несторенко Василь Федорович    | 01.11.2010            | вища    | член Партії регіонів                          | Есхарівська селищна рада, інженер-землевпорядник      |
| 29                                                      | Грєшной Микола Васильович      | 01.11.2010            | вища    | член Партії регіонів                          | ДП ТЕЦ-2 «Есхар», начальник зміни                     |
| Політична партія Всеукраїнське об'єднання «Батьківщина» |                                |                       |         |                                               |                                                       |
| 4                                                       | Кузнєцов Олег Олександрович    | 01.11.2010            | вища    | член Всеукраїнського об'єднання «Батьківщина» | Есхарівська загальноосвітня школа І-ІІІ ст., вчитель  |
| 6                                                       | Вінник Катерина Петрівна       | 01.11.2010            | вища    | позапартійна                                  | Есхарівська міська лікарня, медсестра                 |
| 11                                                      | Дубовик Валентина Арсентіївна  | 01.11.2010            | середня | член Всеукраїнського об'єднання «Батьківщина» | Есхарівська міська лікарня, комірник                  |
| 19                                                      | Єрмакова Олена Григорівна      | 01.11.2010            | вища    | член Всеукраїнського об'єднання «Батьківщина» | Есхарівська міська лікарня, медсестра                 |
| 20                                                      | Тютюнник Ганна Володимирівна   | 01.11.2010            | вища    | член Всеукраїнського об'єднання «Батьківщина» | Есхарівська міська лікарня, медсестра                 |
| Політична партія «Сильна Україна»                       |                                |                       |         |                                               |                                                       |
| 21                                                      | Слабінська Олена Сергіївна     | 01.11.2010            | вища    | член Політичної партії «Сильна Україна»       | Дитячий дошкільний заклад, психолог                   |
| Самовисування                                           |                                |                       |         |                                               |                                                       |
| 7                                                       | Крючков Руслан Олександрович   | 01.11.2010            | вища    | позапартійний                                 | МКЛ № 31 м. Харків, хірург                            |
| 8                                                       | Гречко Леонід Костянтинович    | 01.11.2010            | вища    | позапартійний                                 | ДП ТЕЦ-2 «Есхар», начальник УТПК ДП ТЕЦ-2 «Есхар»     |
| 10                                                      | Нарожна Оксана Геннадіївна     | 01.11.2010            | вища    | позапартійна                                  | Есхарівська загальноосвітня школа І-ІІІ ст., директор |
| 14                                                      | Гасіч Олександр Іванович       | 14.07.2014            | вища    | позапартійний                                 | пенсіонер                                             |
| 17                                                      | Крапивко Дмитро Володимирович  | 01.11.2010            | вища    | позапартійний                                 | ЖКЕУ, інженер                                         |
| 22                                                      | Синельников Олександр Петрович | 01.11.2010            | вища    | позапартійний                                 | приватний підприємець                                 |
| 26                                                      | Сапа Дмитро Анатолійович       | 01.11.2010            | вища    | позапартійний                                 | ДП ТЕЦ-2 «Есхар», економіст                           |
| 27                                                      | Волобуєва Людмила Вікторівна   | 01.11.2010            | вища    | позапартійна                                  | ДП ТЕЦ-2 «Есхар»                                      |
| 30                                                      | Васильєва Любов Володимирівна  | 01.11.2010            | вища    | позапартійна                                  | ДП ТЕЦ-2 «Есхар», інженер ПЕВ                         |